# دانشگاه ملی استرالیا
دانشگاه ملی استرالیا (انگلیسی: Australian National University) یک دانشگاه تحقیقاتی دولتی در کانبرا پایتخت استرالیا است که در سال ۱۹۴۶ میلادی بنیان‌نهاده شده‌است.
ANU به‌عنوان یکی از بزرگترین دانشگاه‌های تحقیقاتی در جهان محسوب می‌شود. این دانشگاه رتبه اول در استرالیا و کل اقیانوسیه، در رتبه‌بندی دانشگاه هان جهان توسط QS در سال ۲۰۱۹ رتبه ۲۴ را از آن خود کرده‌استو نیز در رتبه ۴۹ در جهان (دوم در استرالیا) در رده‌بندی برترین دانشگاه‌ها در سال ۲۰۱۹ به‌وسیلهٔ مؤسسه عالی تایمز معرفی شده‌است. دانشگاه ملی استرالیا در سال تحصیلی ۲۰۱۷ توسط مؤسسه تایمز به عنوان هفتمین دانشگاه بین‌المللی جهان شناخته شد. در رتبه‌بندی برترین دانشگاه‌های دنیا در سال ۲۰۱۷ از لحاظ استخدام فارغ التحصیلان که توسط مؤسسه عالی تایمز انجام شد دانشگاه ملی استرالیا در رتبه ۲۱ دنیا و اول استرالیا قرار گرفت. در رتبه‌بندی CWTS Leiden این دانشگاه در رتبه ۱۰۰ دنیا و اول استرالیا قرار گرفته‌است.این دانشگاه به ویژه برای برنامه‌هایش در هنر و علوم اجتماعی شناخته شده‌است و در برخی از رشته‌ها از جمله رشته‌های سیاسی و روابط بین‌الملل، سیاست‌های اجتماعی و جغرافیا در میان رتبه‌های برتر دنیا قرار دارد.